# Bourdon (imprimerie)
Pour les articles homonymes, voir Bourdon.
En typographie, le bourdon est un oubli de lettres, de mots, de paragraphes, voire de pages entières.
Un exemple de bourdon fameux est donné par Eugène Boutmy : en 1812, un journal voulait titrer « L’union des deux empereurs dominera l’Europe », mais l’oubli de trois lettres donna « L’un des deux empereurs dominera l’Europe ». Autre exemple célèbre, celui de la Bible vicieuse (1631), une édition de la Bible du roi Jacques ainsi surnommée à cause de l'oubli par le typographe de la négation « ne pas » dans le commandement: « Tu ne commettras pas l'adultère » et qui valut une lourde condamnation à l'imprimeur royal Robert Barker.
Le mot « bourdon » trouverait son origine[réf. nécessaire] dans le signe de correction conventionnel signalant ce genre d’erreur, qui ressemblait au bourdon, le bâton des pèlerins de Saint-Jacques-de-Compostelle. D’où l’expression ancienne, « aller à Saint-Jacques », attribuée aux typographes coutumiers des bourdons, autrement appelés « bourdonnistes ».
Le nom d'une autre faute, la coquille, procèderait de la même imagerie du pèlerinage de Saint-Jacques. Contrairement à une croyance très répandue, l’oubli du q de « coquille » n’est donc pas une coquille, mais un bourdon.
Le bourdon n’est pas lié à la technique d’impression, mais à l’inattention du compositeur, du correcteur, du metteur en pages. Par conséquent, il existera toujours.
Lorsqu'une lettre ou un groupe de lettres est écrit une fois au lieu de deux (p.ex. philogue pour philologue), ou même lorsqu'un mot étant écrit deux fois à une certaine distance l'une de l'autre dans le texte original, l'une des deux occurrences et tout le texte intermédiaire sont omis dans la copie, on parle de haplographie (du grec απλους haplous simple, unique, non multiple, et γραφω graphô j'écris). En ce sens, l'haplographie est un cas particulier de bourdon, mais qui existait déjà bien avant l'invention de l'imprimerie, et dont il faut tenir compte avec son contraire (la dittographie, consistant à répéter une portion de texte qui ne devrait exister qu'une fois) lorsqu'en critique littéraire on compare des manuscrits anciens remontant plus ou moins directement à un même original.